# Liste der Monuments historiques in Barjon
Die Liste der Monuments historiques in Barjon führt die Monuments historiques in der französischen Gemeinde Barjon auf.

## Liste der Immobilien
| Bezeichnung    | Beschreibung           | Standort                                   | Kennzeichnung | Schutzstatus | Datum | Bild |
| -------------- | ---------------------- | ------------------------------------------ | ------------- | ------------ | ----- | ---- |
| Friedhofskreuz | Stein, 15. Jahrhundert | Place de l’Eglise, auf dem Friedhof (Lage) | PA00112095    | Inscrit      | 1929  |      |

## Liste der Objekte
| Bezeichnung                       | Beschreibung                                                 | Standort                                    | Kennzeichnung | Schutzstatus | Datum | Bild |
| --------------------------------- | ------------------------------------------------------------ | ------------------------------------------- | ------------- | ------------ | ----- | ---- |
| Skulptur Heiliger Frodulph        | Stein, farbig gefasst, 17. Jahrhundert                       | in der Kirche St-Frodulphe (Lage)           | PM21000172    | Classé       | 1965  |      |
| Skulptur Heiliger Rochus          | Stein, farbig gefasst, 17. Jahrhundert                       | in der Kirche St-Frodulphe (Lage)           | PM21000173    | Classé       | 1965  |      |
| Schrein des heiligen Frodulph (1) | Holz, bemalt, 17. Jahrhundert                                | in der Kirche St-Frodulphe (Lage)           | PM21000174    | Classé       | 1965  |      |
| Schrein des heiligen Frodulph (2) | Holz, bemalt, um 1700                                        | in der Kirche St-Frodulphe (Lage)           | PM21000175    | Classé       | 1965  |      |
| Sarkophag des heiligen Frodulph   | Stein, gallo-römisch, wohl im 8. Jahrhundert wiederverwendet | in der Friedhofskapelle St-Frodulphe (Lage) | PM21000176    | Classé       | 1965  |      |
| Pietà                             | Stein, farbig gefasst, 17. Jahrhundert                       | in der Friedhofskapelle St-Frodulphe (Lage) | PM21000177    | Classé       | 1965  |      |
| Skulptur Maria Magdalena          | Stein, farbig gefasst, 16. Jahrhundert                       | in der Friedhofskapelle St-Frodulphe (Lage) | PM21000178    | Classé       | 1965  |      |
| Skulptur Heiliger Benignus        | Kalkstein, farbig gefasst, 15. Jahrhundert                   | in der Kirche St-Frodulphe (Lage)           | PM21002633    | Classé       | 1994  |      |
| Skulptur Johannes Evangelist      | Kalkstein, farbig gefasst, Anfang des 17. Jahrhunderts       | in der Kirche St-Frodulphe (Lage)           | PM21002634    | Classé       | 1994  |      |
| Retabel des Hauptaltars           | Gips, bemalt, 18. Jahrhundert                                | in der Kirche St-Frodulphe (Lage)           | PM21003837    | Inscrit      | 1989  |      |
| Konsolstein mit Wappendarstellung | Stein, farbig gefasst, 16. Jahrhundert                       | in der Kirche St-Frodulphe (Lage)           | PM21003838    | Inscrit      | 1989  |      |
| Kirchengestühl                    | Holz, 17. Jahrhundert                                        | in der Kirche St-Frodulphe (Lage)           | PM21003839    | Inscrit      | 1989  |      |
| Kruzifix                          | Holz, farbig gefasst, Ende des 15. Jahrhunderts              | in der Kirche St-Frodulphe (Lage)           | PM21003840    | Inscrit      | 1989  |      |
| Skulptur Madonna mit Kind         | Stein, farbig gefasst, Ende des 16. Jahrhunderts             | in der Kirche St-Frodulphe (Lage)           | PM21003841    | Inscrit      | 1989  |      |
| Reliquiar                         | Silber, 19. Jahrhundert                                      | in der Kirche St-Frodulphe (Lage)           | PM21003842    | Inscrit      | 1989  |      |
| Prozessionslaterne                | Metall, Glas, 19. Jahrhundert                                | in der Kirche St-Frodulphe (Lage)           | PM21003843    | Inscrit      | 1989  |      |
| Taufbecken                        | Stein, 15. Jahrhundert                                       | in der Kirche St-Frodulphe (Lage)           | PM21003844    | Inscrit      | 1989  |      |